# Losange (Bastogne)
Pour les articles homonymes, voir Losange (homonymie).
Losange (Luxembourgeois: Lossich/Loseg, allemand: Losingen) est un hameau du village de Villers-la-Bonne-Eau. Faisant partie de la commune et ville de Bastogne dans la province de Luxembourg, en Région wallonne de Belgique.